# Le Verrier (cràter marcià)
Le Verrier és un cràter d'impacte situat al quadrangle Noachis de Mart, localitzat a les coordenades 38.0° de latitud sud i 342.9° de longitud oest. Té 140 quilòmetres de diàmetre i porta aquest nom en memòria de l'astrònom i matemàtic francès Urbain Le Verrier. El nom va ser aprovat el 1973 per la Unió Astronòmica Internacional.